# 伞花假木豆
伞花假木豆（学名：Dendrolobium umbellatum），又名白木蘇花，为豆科假木豆属下的一个植物种。原產於亞非大陸和澳大利亞，有藥用價值，含致幻的二甲基色胺。